# 秦藤樹
秦 藤樹（はた ふじき、1908年4月13日 - 2004年3月25日）は、日本の医師。医学者。専門は微生物科学。元北里大学学長。旧姓は藤松。細菌学者の秦佐八郎の養子となった。

## 経歴
長野県東筑摩郡会田村（現・松本市）出身。1934年慶應義塾大学医学部卒業。内科入局、助手、1934年12月 - 1936年3月、短期現役軍医、1936年北里研究所研究員となり（生化学、藤田秋治部長）、1938年7月 - 1945年12月、軍務（山西省陸軍病院、東京第一陸軍病院）、1939年医学博士。論文の題は「組織内Cytoclirom C定量法の研究」。 
1948年北里研究所同研究所長、1954年8月-1955年11月、ラトガース大学微生物研究所留学、1961年北里研究所所長。北里大学教授として癌化学療法を研究をし、1953年抗生物質ロイコマイシンを発見し、次いで1956年抗生物質マイトマイシンを発見。日本の抗生物質研究の草分けの一人で、癌医療に多大なる功績を残し、癌の化学療法の権威としても知られた。1967年 - 1970年日本細菌学会理事長。1972年北里大学長に就任。2006年には北里大学の学内助成制度として、秦藤樹博士記念学術奨励賞が制定された。墓所は多磨霊園。

## 栄典
- 1964年 紫綬褒章
- 1980年 勲二等瑞宝章

## 学術賞
- 1957年 浅川賞
- 1989年 高松宮妃癌研究基金学術賞
- 1990年 日本学士院賞（大村智と共同受賞）

## 編著
- 『抗生物質学』（三方一沢と共著）宝文館 1952
- 『微生物化学』 広川書店1966
- 『微生物学』（小松信彦と共著）広川書店 1966
- 『衛生微生物学』（藤野恒三郎、近藤雅臣と共著）講談社 1976
- 『秦佐八郎小伝』 (秦八千代と共著）大空社 1995